# 黑茲爾·塔克
黑茲爾·塔克（英語：Hazel Tucker，1989年1月7日—），是一名跨性別的成人影星。

## 經歷
學生時期，常常掙扎於自身的性別認同。
在2011年受訪時說，我曾嘗試在學校作為一個男孩，然而我以為我是同性戀。他指出曾透過網路探索感情，而在16歲時開始服用了荷爾蒙。
19歲時，寫信給了洛杉磯的Grooby製作公司。在20歲時，便進行隆胸手術。

## 提名與獲獎
- 2008
  - 跨性別情色獎 （獲獎） – 最佳新人
- 2009
  - 跨性別情色獎
- 2010
  - 成人影帶新聞獎 （提名） - 年度最佳變性演員
- 2011
  - 成人影帶新聞獎 （提名） - 年度最佳變性演員

## 外部連結
- 官方网站
- Hazel Tucker在互联网电影资料库（IMDb）上的資料（英文）
- Hazel Tucker在網際網路成人電影資料庫
- 成人電影資料庫上Hazel Tucker的资料（英文）
- Hazel Tucker SMI Page （页面存档备份，存于）